# Hilarion Kapral

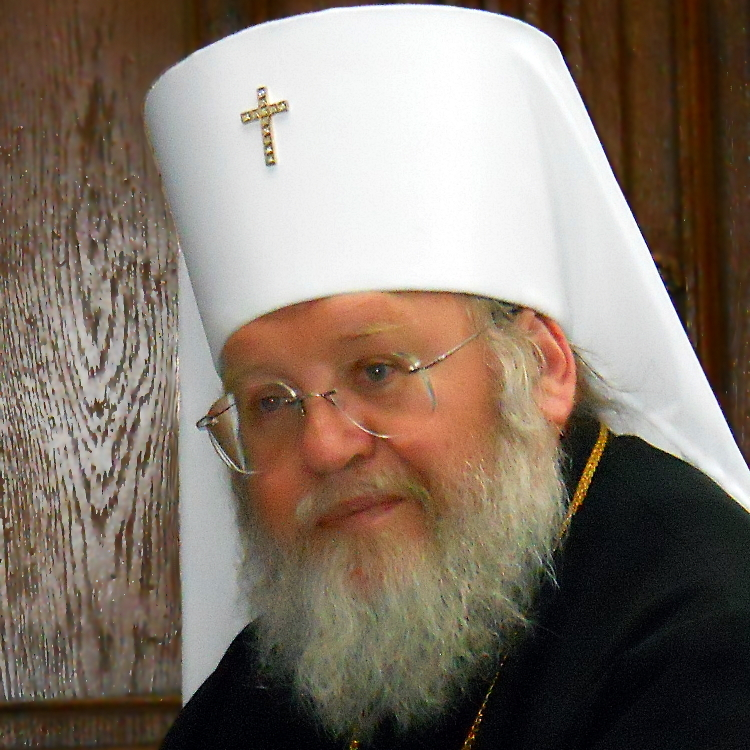
Metropolit Hilarion (2010)

Metropolit Hilarion (russisch Митрополит Иларион, Taufname Igor Alexejewitsch Kapral, russisch Игорь Алексеевич Капрал; * 6. Januar 1948 in Spirit River, Alberta, Kanada; † 16. Mai 2022) war Bischof der Russischen Orthodoxen Kirche im Ausland (ROCOR), Metropolit von Ostamerika und New York und Ersthierarch der ROCOR (seit 18. Mai 2008). In der letztgenannten Funktion war er der erste Bischof, der durch den Heiligen Synod des Patriarchats von Moskau berufen wurde. Er fungierte auch als regierender Bischof der Diocese of Australia and New Zealand.
Am 17. Mai 2007 wurde er durch die Unterzeichnung des Aktes der kanonischen Gemeinschaft zwischen der ROCOR und der Russisch-Orthodoxen Kirche automatisch Mitglied der Bischofsgemeinschaft der letzteren.
Sein Namenstag ist der 21. Oktober des Julianischen Kalenders, der Festtag des Hilarion von Kiew, einem Schemamönch des Kiewer Höhlenklosters.

## Leben
Igor Kapral wurde am 6. Januar 1948 als jüngstes Kind von Alexei und Euphrosynia Kapral in Spirit River geboren und wuchs in Kanada auf. Er musste jeden Tag vier Kilometer zur Schule gehen und beschreibt seine Kindheit als „angenehm, … völlig frei von schädlichen Einflüssen“. Weitere Stationen in der schulischen Laufbahn waren Blueberry Creek und für die High School wiederum Spirit River.

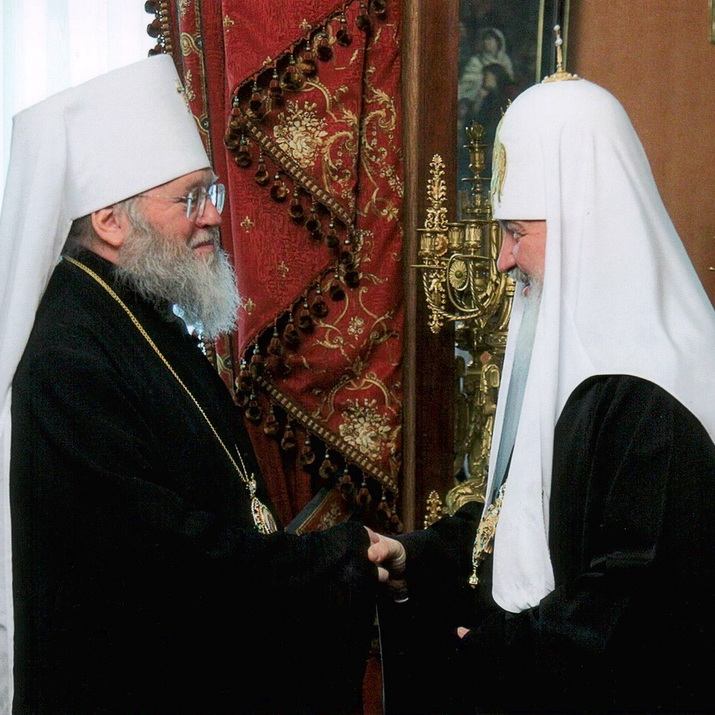
Metropolit Hilarion (links) bei einem Treffen mit Patriarch Kyrill in Moskau, 30. September 2010

Seit seiner Jugend war Kapral von der Kirche begeistert, er las Bücher und Zeitschriften über Religion. Bereits mit sieben Jahren fasste er den Entschluss, Priester zu werden. Bei den orthodoxen Gottesdiensten in Spirit River lernte er den Bischof Panteleimon (Rudyk) von Edmonton kennen und verehrte ihn zutiefst. Panteleimon war der Erste, der ihm sagte: „Du wirst eines Tages Priester sein.“
1966 fand er einen geistlichen Führer, den Bischof Sava (Saračević), Bischof von Edmonton.
1967 begann er am Holy Trinity Orthodox Seminary in Jordanville (New York) sein Studium. Dort lernte er auch Russisch sowie das Singen im Chor und den Altardienst. Er wurde in die Herausgeberschaft von Orthodox Life eingebunden und von Hieromonk Ignatius, dem Drucker, auch im Satz russischer Drucktypen unterwiesen. Als er 1972 seinen Abschluss erhielt, begab sich Kapral als Novize in das Holy Trinity Monastery. Am 19. Novemberjul. / 2. Dezember 1974greg. bekam er die Tonsur und den Namen Hilarion.
Weitere Weihen erhielt er am 21. Novemberjul. / 4. Dezember 1975greg. von Erzbischof Awerkij (Tauschev) und am Lazarus-Samstag 1976 von Bischof Laurus (Škurla) von Manhattan. Vertretungsaufträge führten ihn oft nach Cleveland und Pennsylvania.
Am 27. Novemberjul. / 10. Dezember 1984greg. wurde Hilarion durch den Metropolit von New York Philaret (Voznesensky) und neun weitere Bischöfe zum Bischof konsekriert und auf die Diözese Manhattan berufen, eine Teilaufgabe war dabei die Aufsicht über die Gemeinden in Pennsylvania.

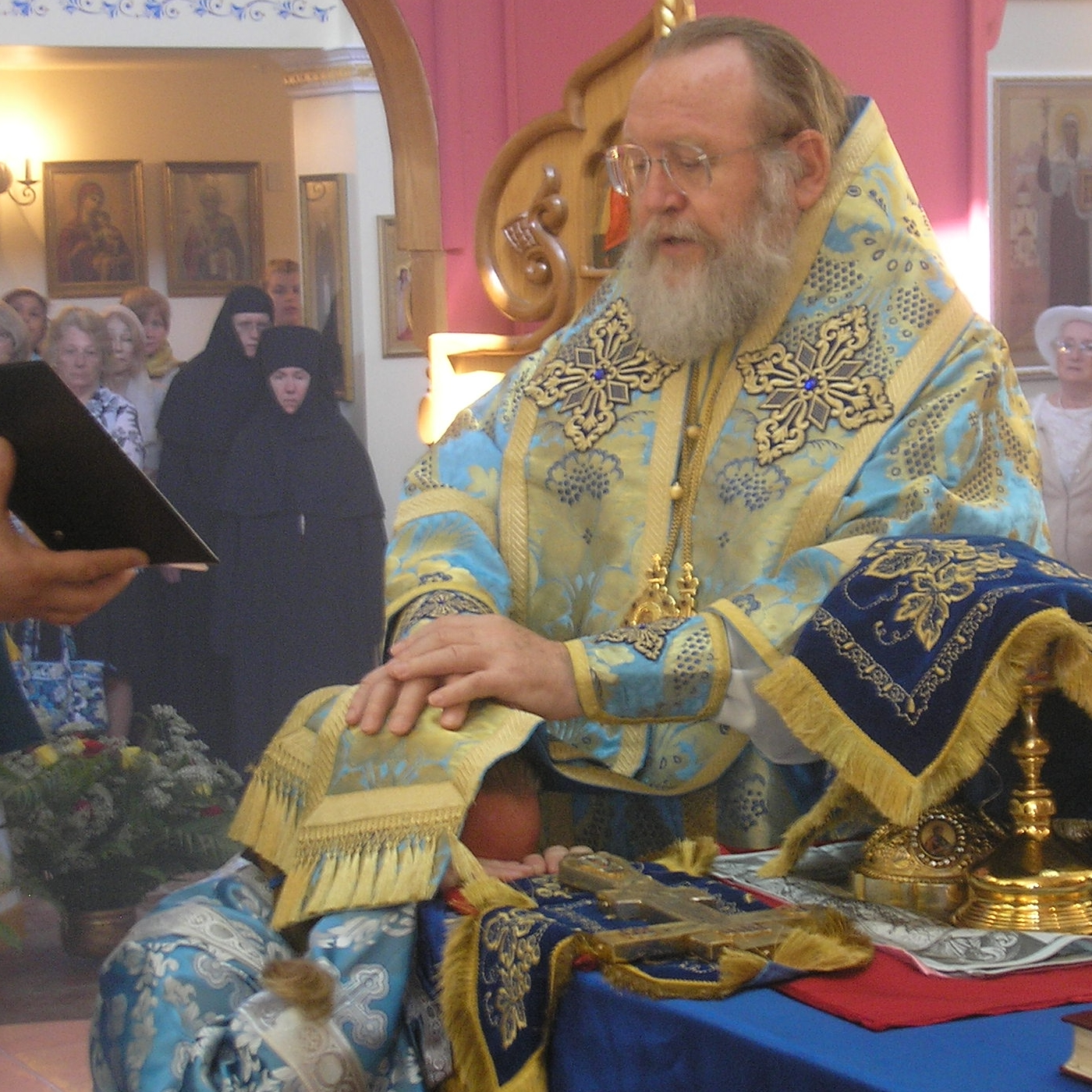
Metropolitan Hilarion bei der Weihe eines Presbyters.

1995 wurde Bischof Hilarion auf den Bischofssitz in Washington berufen, während seine Residenz New York blieb.
Am 20. Juni 1996 wurde er aufgrund seiner Fähigkeiten an die Diocese of Sydney, Australia and New Zealand berufen, weil die Diözese zu dieser Zeit in Schwierigkeiten steckte. Dazu wurde er zum Erzbischof erhoben. Nach dem Tod von Laurus Schkurla wurde Hilarion übergangsweise zum Leiter der ROCOR ernannt, am 12. Mai 2008 gewählt und zum neuen „Ersthierarchen“ der ROCOR erhoben. Am 14. Mai desselben Jahres wurde er vom Heiligen Synod des Patriarchats von Moskau anerkannt, als Primas eingesetzt und in den Rang eines Metropoliten erhoben. Am 18. Mai wurde er in New York inthronisiert. Am 10. Dezember 2008 wurde er Mitglied der Preparatory Commission for the Local Council of the Russian Orthodox Church.
Er starb am 16. Mai 2022 nach langer Krankheit.